# 카코 시오클러

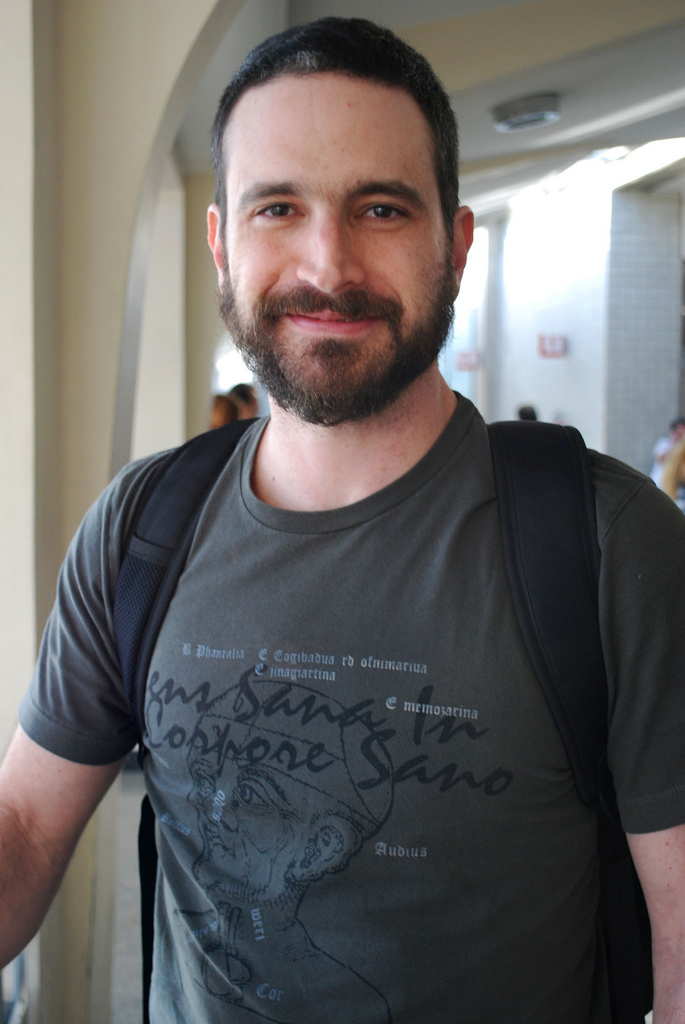

카코 시오클러(Caco Ciocler, 1971년 9월 27일 ~ )는 브라질의 배우, 텔레비전 배우이다.
상파울루에서 태어났다.

## 영화
- 시모날 (2018년)
- 보니 보니타 (2018년)
- 엘리스 헤지나 (2016년) - 세자르 카마르구 마리아누 역
- 디 앤젤 오브 함부르크 (2013년)
- 언더레이지 (2013년)
- 투 래빗 (2012년)
- 디스파로스 (2012년)
- 나의 라임 오렌지 나무 (2012년) - 호세 무로 역
- 비니시우스 (2005년)
- 의형제(영어판) (2004년)
- 섹스, 사랑 그리고 배신 (2004년)
- 올가 (2004년) - 루이스 역
- 베이커 거리의 상고 (2001년)